# Podjelovo Brdo
Podjelovo Brdo este o localitate din comuna Gorenja vas - Poljane, Slovenia, cu o populație de 130 de locuitori.